# Probles microcephalus
Probles microcephalus är en stekelart som först beskrevs av Johann Ludwig Christian Gravenhorst 1829.  Probles microcephalus ingår i släktet Probles och familjen brokparasitsteklar. Arten är reproducerande i Sverige. Inga underarter finns listade i Catalogue of Life.